# SV Werder Bremen
SV Werder Bremen är en fotbollsklubb i Bremen i Tyskland.
Werder Bremen har sedan 1980-talet varit en av Tysklands mest framgångsrika fotbollsklubbar med flera liga- och cupguld samt spel i Europa. 

## Historia

### Werder grundas
Klubben grundades den 4 februari 1899 som FV Werder Bremen men bytte 1920 namn till SV Werder Bremen. Man spelar på Weserstadion som byggts om ett flertal gånger. Klubbnamnet Werder kommer från beteckningen för en typ av landområde som blivit översvämmat av vatten och klubbens hemvist är alldeles vid floden Weser. 
Under 1950-talet blev Werder Bremen ett av de ledande lagen i dåtidens regionala högstaliga Oberliga Nord med många "Nord-derbyn" mot Hamburger SV som sedan fått sin fortsättning i Bundesliga. 1963 var Werder Bremen med och grundades Bundesliga tillsammans med 15 andra lag. Bundesligas första mål någonsin föll i matchen mellan Werder och Borussia Dortmund. Målet gjordes av Dortmunds Timo Konietzka men Werder vann matchen med 3-2. Förutom en säsong, 1979/1980, har Werder alltid tillhört Bundesliga sedan den startade.

### Tyska mästare
1965 blev Werder Bremen för första gången tyska mästare då man något överraskande tog hem Bundesliga framför dåtidens storlag 1. FC Köln och Borussia Dortmund. 1965 års lag satsade på en stenhård defensiv och fick i samband med detta landslagsspelare i målvakten Günter Bernard och försvararna Sepp Piontek, Max Lorenz och Horst-Dieter Höttges.

### Rehhagel-eran
Under Otto Rehhagels tid som tränare (1981-1995) blev Werder Bremen ett av topplagen i Bundesliga. Man vann ligan 1988 och 1993 och hade en rad andraplaceringer under 1980-talet. Werder fick fram landslagsspelare som Karlheinz Riedle, Rudi Völler och Marco Bode. Marco Bode blev tillsammans med Dieter Eilts och Oliver Reck europamästare med Tyskland 1996. Rehhagels tid i Werder innebar också klubbens mest framgångsrika tid i Europa med toppen i cupvinnarcupsegern 1992. I finalen besegrades AS Monaco med 2-0.

### Dubbeln 2003/2004
Säsongen 2003/2004 kunde laget återigen fira triumfer då man vann både Bundesliga och den tyska cupen under samma säsong. Tränaren Thomas Schaaf och managern Klaus Allofs har blivit kända över hela Tyskland som skaparna av ett Werder som har stora framgångar trots betydligt mindre resurser än till exempel Bayern München. Ligasegern gav en plats i UEFA Champions League 2004/2005, där Werder gick vidare från gruppspelet. Werder klappade ihop i åttondelsfinalen mot franska Lyon och förlorade med stora siffror hemma och borta - totalt 2-10.
Den följande säsongen kunde man återigen kvalificera sig för UEFA Champions League via kval. Denna gång tog man sig vidare i en grupp med FC Barcelona, Udinese och Panathinaikos som motståndare. Werder Bremen mötte Juventus i åttondelsfinalen och vann hemma med 3-2. I returen såg det länge ut som Werder skulle gå vidare via ett oavgjort resultat men ett olyckligt ingripande av Werder-målvakten Tim Wiese gjorde att Juventus mittfältare Emerson enkelt kunde slå in segermålet och Juventus gick vidare på fler gjorda bortamål. 
Senare under våren 2006 kunde Werder knipa andraplatsen i Bundesliga bakom ligasuveränen FC Bayern München. Werder hade länge jagat Hamburger SV som nästan hela säsongen låg tvåa och kunde gå om i sista omgången då man mötte Hamburger SV i vad som skulle bli en avgörande match. Andraplatsen innebar att Werder återigen tog sig till UEFA Champions League, denna gång direktkvalificerade. Mittfältsregissören Johan Micoud, tackade då för sig och flyttade hem till Frankrike för spel i Bordeaux. Werder köpte in Diego som ersättare på playmakerpositionen. Under VM deltog tre Werder-spelare i det tyska landslaget som tog brons: Torsten Frings, Miroslav Klose och Tim Borowski. Klose blev inte bara Bundesligas skyttekung 2006 utan kunde som förste tysk sedan 1970 vinna VM:s skytteliga.

## Matchställ

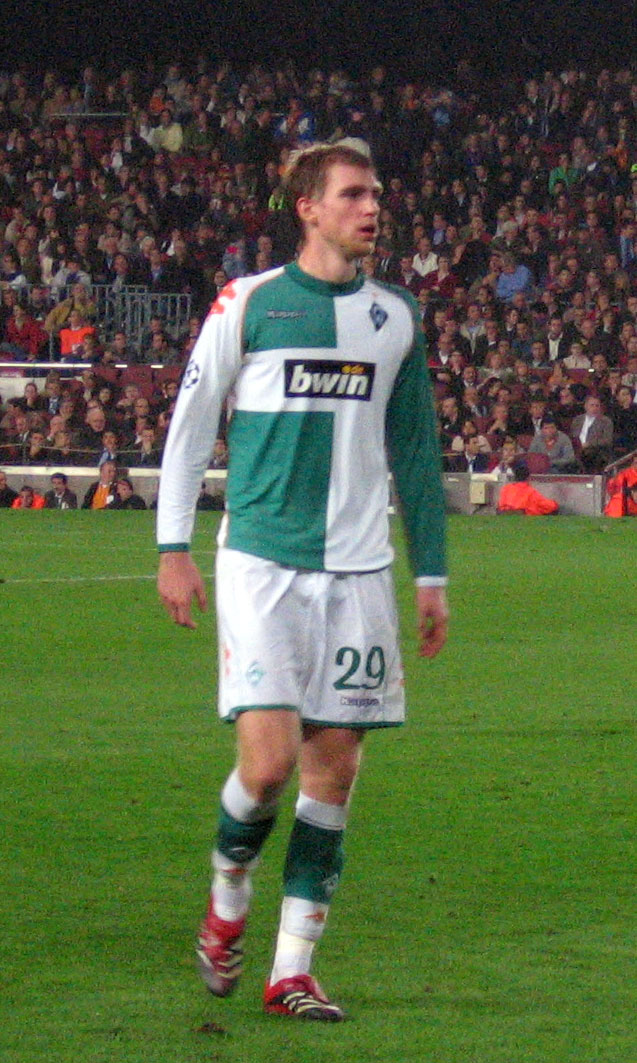
Per Mertesacker

Det traditionella Werder-stället består som förstaval av en grön tröja och vita byxor. Under ett par år på 1970-talet hade laget röd-vita tröjor innan man återgick till de ursprungliga grön-vita färgerna. Werder har på senare år ändrat en hel del på detta vilket skapat viss uppmärksamhet. Man har lanserat betydligt färggrannare matchställ än vad Bundesliga varit vant vid. Tillsammans med grönt har man blandat in stora delar av orange som blivit en tydlig profilering tillsammans med det traditionella gröna. Inför säsongen 2005-2006 lanserade man en ny version av den så kallade papegoj-modellen ("Papagei"). Man har även skapat tröjor som för tankarna till Sydamerika och Perus fotbollslandslag med ett brett diagonalt band över tröjan. Under senare år har tröjorna skapat ett missnöje bland fansen som bland annat är missnöjda med den orangea färgen.

## Truppen
| 1  | Tjeckien | Jiří Pavlenka    | 14 april 1992    | Slavia Prag (-17)  |
| 30 | Tyskland | Michael Zetterer | 12 juli 1995     | Unterhaching (-15) |
| 37 | Tyskland | Mio Backhaus     | 16 april 2004    | SV Werder Bremen   |
| 38 | Tyskland | Dudu             | 10 februari 1999 | Duisburg (-18)     |
| 40 | Tyskland | Louis Lord       | 22 oktober 2003  | SV Werder Bremen   |

| 3  | Tyskland  | Anthony Jung    | 3 november 1991   | Bröndby (-21)           |
| 4  | Tyskland  | Niklas Stark    | 14 april 1995     | Hertha Berlin (-22)     |
| 5  | Tyskland  | Amos Pieper     | 17 januari 1998   | Arminia Bielefeld (-22) |
| 8  | Tyskland  | Mitchell Weiser | 21 april 1994     | Bayer Leverkusen (-21)  |
| 13 | Serbien   | Miloš Veljković | 26 september 1995 | Tottenham Hotspur (-16) |
| 26 | England   | Lee Buchanan    | 7 mars 2001       | Derby County (-22)      |
| 27 | Tyskland  | Felix Agu       | 27 september 1999 | Osnabrück (-20)         |
| 32 | Österrike | Marco Friedl    | 16 mars 1998      | Bayern München (-18)    |
| 36 | Tyskland  | Christian Gross | 8 februari 1989   | Osnabrück (-18)         |
| 39 | Italien   | Fabio Chiarodia | 5 juni 2005       | SV Werder Bremen        |

| 6  | Danmark   | Jens Stage           | 8 november 1996  | FC Köpenhamn (-22)      |
| 10 | Tyskland  | Leonardo Bittencourt | 19 december 1993 | Hoffenheim (-19)        |
| 19 | Togo      | Dikeni Salifou       | 8 juni 2003      | Augsburg (-22)          |
| 20 | Österrike | Romano Schmid        | 27 januari 2000  | Red Bull Salzburg (-19) |
| 22 | Tyskland  | Niklas Schmidt       | 1 mars 1998      | SV Werder Bremen        |
| 23 | Tyskland  | Nicolai Rapp         | 13 december 1996 | Union Berlin (-21)      |
| 24 | Tyskland  | Benjamin Goller      | 1 januari 1999   | Schalke 04 (-19)        |
| 28 | Bulgarien | Ilia Gruev           | 6 maj 2000       | SV Werder Bremen        |
| 34 | Tyskland  | Jean-Manuel Mbom     | 24 februari 2000 | SV Werder Bremen        |

| 7  | Tyskland  | Marvin Ducksch  | 7 mars 1994      | Hannover 96 (-21)      |
| 9  | Skottland | Oliver Burke    | 7 april 1997     | Sheffield United (-22) |
| 11 | Tyskland  | Niclas Füllkrug | 9 februari 1993  | Hannover 96 (-19)      |
| 21 | Tyskland  | Eren Dinkçi     | 13 december 2001 | Borgfeld (-19)         |
| 29 | Tyskland  | Nick Woltemade  | 14 februari 2002 | SV Werder Bremen       |

Not: Spelare i kursiv stil är inlånade.

### Utlånade spelare
| Nr | Land     | Pos | Namn                                                      |
| -- | -------- | --- | --------------------------------------------------------- |
|    | Tyskland | MF  | Abdenego Nankishi (i Heracles till 30 juni 2023)          |
|    | Tyskland | A   | Justin Njinmah (i Borussia Dortmund II till 30 juni 2023) |
|    | Sydkorea | F   | Kyu-Hyun Park (i Dynamo Dresden till 30 juni 2023)        |

| Nr | Land     | Pos | Namn                                                    |
| -- | -------- | --- | ------------------------------------------------------- |
|    | Tyskland | MF  | Oscar Schönfelder (i Jahn Regensburg till 30 juni 2023) |
|    | Tyskland | MF  | Yannik Engelhardt (i Freiburg II till 30 juni 2023)     |

## Wuseum
Werder Bremen visar sin historia i det egna museet Wuseum som ligger i Weserstadion norra läktare.

## Övriga sektioner
- Bordtennis
- Gymnastik
- Handboll
- Schack

## Tränare
- Ole Werner (2021–)
- Danijel Zenković (2021, tillfällig)
- Markus Anfang (2021)
- Thomas Schaaf (2021, tillfällig)
- Florian Kohfeldt (2017–2021)
- Alexander Nouri (2016–2017)
- Viktor Skripnik (2014–2016)
- Robin Dutt (2013–2014)
- Wolfgang Rolff (2013, tillfällig)
- Thomas Schaaf (1999–2013)
- Felix Magath (1998–1999)
- Wolfgang Sidka (1997–1998)
- Hans-Jürgen Dörner (1996–1997)
- Aad de Mos (1995–1996)
- Otto Rehagel (1981–1995)
- Kuno Klötzer (1980–1981)
- Fritz Langner (1980)
- Rudi Assauer (1980)
- Wolfgang Weber (1978–1980)
- Fred Schulz (1978)
- Rudi Assauer (1977)
- Hans Tilkowski (1976–1977)
- Otto Rehhagel (1976)
- Herbert Burdenski (1975–1976)
- Fritz Langner (1972, tillfällig)
- Sepp Piontek (1971–1975)
- Willi Multhaup (1971)
- Robert Gebhardt (1970–1971)
- Hans Tilkowski (1970)
- Fritz Rebell (1969–1970)
- Richard Ackerschott (1968, tillfällig)
- Fritz Langner (1967–1969)
- Günter Brocker (1965–1967)
- Willi Multhaup (1963–1965)

## Kända spelare
| - Rudi Völler - Karl-Heinz Riedle - Ailton - Claudio Pizarro - Torsten Frings - Mario Basler - Rune Bratseth - Marco Bode - Tim Borowski - Dieter Burdenski - Per Mertesacker - Dieter Eilts - Matthias Heidemann - Horst-Dieter Höttges | - Andreas Herzog - Thomas Schaaf - Wolfgang Sidka - Frank Neubarth - Johan Micoud - Miroslav Klose - Frank Baumann - Max Lorenz - Günter Bernard - Willi Schröder - Fabian Ernst - Wynton Rufer - Diego Ribas da Cunha - Mesut Özil |

## Svenska spelare
- Sanny Åslund (1975-1976)
- Markus Rosenberg (2007-2012)
- Denni Avdić (2011–2012)
- Ludwig Augustinsson (2017–)
- Felix Beijmo (2018–)